# A. O. Scott
Anthony Oliver Scott (Northampton, 10 luglio 1966) è un giornalista statunitense.
Con Manohla Dargis è il capo della sezione di critica cinematografica sul New York Times ed è considerato una delle voci più autorevoli nel campo della critica cinematografica.

## Biografia
Dopo la specializzazione, è diventato critico cinematografico per il New York Times nel 2000, è stato poi nominato capo critico cinematografico nel 2004. Scrive di critica letteraria per The Book Review, The Times Magazine e per altre riviste. È spesso ospite in programmi radiofonici e televisivi, soprattutto durante il periodo di assegnazione degli Oscar.
Nel 2013 ha accettato l'incarico di professore di critica cinematografica alla Wesleyan University. Tiene frequenti conferenze sul cinema, con un particolare interesse nell'approfondire l'importanza della critica cinematografica, argomento che ha affrontato nel suo libro Better Living Through Criticism pubblicato da Penguin Books.

## Opere
- A. O. Scott e Gregory Crewdson, Sanctuary, Harry N Abrams Inc, ISBN 978-0810991996
- Better Living Through Criticism, Penguin Books, 2016, ISBN 978-1594204838
  - Elogio alla critica. Imparare a comprendere l'arte, riconoscere la bellezza e sopravvivere al mondo contemporaneo, Il Saggiatore, 2017, ISBN 978-8842823810